# مات هنتر
مات هنتر هو دراج كندي، ولد في 12 يوليو 1983 في كاملوبس في كندا.